# Інцидент у Чорному морі (1986)
44°13.5′ пн. ш. 34°09.3′ сх. д. / 44.2250° пн. ш. 34.1550° сх. д.
Інцидент у Чорному морі (1986) — міжнародний морський випадок, який відбувся 13 березня 1986 року, коли американський крейсер «Йорктаун» та есмінець «Карон», вимагаючи прав на «мирний прохід», увійшли в радянські територіальні води поблизу Кримського півострова. Американські військові кораблі пройшли в шести милях від радянського берега та зустрілися з кримським фрегатом «Ладний». Командир корабля «Ладний» повідомив американські військові кораблі, що вони увійшли в радянські територіальні води та повинні негайно їх покинути. Американська сторона прийняла повідомлення, проте не змінила курсу кораблів. Радянське командування привело в готовність свої чорноморські повітряні та військово-морські сили та відправило прикордонно-охоронні судна та морські літаки для перехоплення військових кораблів США.
«Йорктаун» та «Карон» пробули на радянській території приблизно 2 години, що призвело до дипломатичних суперечок, які тривали згодом кілька тижнів.

## Передумова
«Правила судноплавства та перебування іноземних військових кораблів на територіальних водах та внутрішніх водах і портах СРСР» введено в дію Радянським Союзом у 1983 році. У нормативно-правовому акті було визначено право мирного проходження іноземними військовими кораблями на обмежених ділянках радянських територіальних вод тільки в Балтійському, Охотському та Японському морях. Там не було обумовлено морських коридорів для мирного проходження в Чорному морі. США, починаючи з 1979 року, дотримувалась програми «свобода в мореплавстві». Американський уряд вважав, що багато країн ввели юрисдикційні межі, які значно перевищують їхні традиційні територіальні претензії. Програма була реалізована, тому що дипломатичні протести видавалися вже неефективними.

## Інцидент
10 березня 1986 року ракетний крейсер типу «Тікондерога» «Йорктаун» разом з есмінцем типу «Спрюенс» ― «Карон» ― увійшли в Чорне море. Їхнє перебування в Чорному морі було помічене фрегатом «Ладний», якому було наказано продовжити спостереження за суднами.
13 березня 1986 року «Йорктаун» та «Карон» увійшли в радянські територіальні води та пливли на захід вздовж південної сторони Кримського півострова, наблизившись до берегової лінії на шість миль. Увійшовши у води біля Феодосії, американські кораблі перебували на території Радянського Союзу 2 години та 21 хвилину. Обидва американські військові кораблі також були помічені прикордонними радянськими суднами «Дозорний» та «Ізмаїл». Командир корабля «Ладний» капітан Журавльов повідомив про інцидент головнокомандувача.
За словами редактора «Известий» В'ячеслава Лукашина, на момент інциденту Головнокомандувач ВМС СРСР Володимир Чернавін знав про наказ Міністра оборони США Каспара Вайнбергера, який відбувся за згодою Рональда Рейгана, щодо проходу військовими кораблями США територіальними водами УРСР.

## Наслідки

### Радянський протест
Міністр закордонних справ СРСР організував дві прес-конференції стосовно інциденту на Чорному морі. Американський дипломатичний представник Річард Комбс був викликаний до Міністра закордонних справ СРСР для отримання радянської ноти протесту. Радянський Союз заявив, що США порушила їхні територіальні води і це було «демонстративно та переслідувало явно провокаційну мету». Володимир Чернавін підтвердив, що «мирне проходження іноземними військовими кораблями через територіальні води СРСР дозволено тільки в спеціально підтверджених для цього прибережних ділянках, які були оголошені радянською владою раніше, і таких ділянок немає на Чорному морі біля берегів Радянського Союзу».

### Американська позиція
Відповідаючи на радянську ноту протесту щодо інциденту, в США заявили, що «проходження американських кораблів „Йорктаун“ та „Карон“ через заявлені радянські територіальні води 13 березня 1986 року було здійснено належним чином, враховуючи право „мирного проходу“, яке затверджено міжнародно-правовим звичаєм та вже давно діє в усіх державах».
Державний департамент США направив у американське посольство Радянського Союзу ноту, яка стверджувала, що США «не хоче надавати жодного підтвердження радянській позиції про те, чи їхнє внутрішнє законодавство взагалі було актуальним при визначенні американських морських прав, відповідно до міжнародного права».
В аналогічному інциденті 1988 року той самий «Йорктаун» та «Карон», запливши на «мирний прохід» у Чорному морі, були вже протаранені радянськими суднами.